# Halász József (szociológus)
Halász József (Gamás, 1874. április 14. – Marosvásárhely, 1928. június 9.) magyar szociológus, tanulmányíró, újságíró, banktisztviselő, eszperantista.

## Életpályája
Székesfehérváron végezte a Kereskedelmi Akadémiát (1891). Marosvásárhelyen a Székely Bank és Takarékpénztár Rt. alkalmazottja, később az Agrártakarékpénztár Rt. titkára, majd egyik igazgatója. 1918. november 16-tól 1919. január 16-ig, az őszirózsás forradalom idején Maros-Torda vármegye kormánybiztosa. Marxista közgazdász és társadalomkutató, a Magyarországi Szociáldemokrata Párt (SZDP) marosvásárhelyi elnöke.
Az első világháború után a munkásmozgalomban lezajló eszmei tisztázódás idején Lázár Ödön és Simó Géza munkatársa. Egyik kezdeményezője és 1921-ig elnöke a marosvásárhelyi Munkásotthonnak és könyvtárának, valamint az ország első Munkás Szabadiskolájának, ahol rendszeresen felvilágosító előadásokat tartott. Támogatója és szervezője az eszperantista és a feminista mozgalomnak, valamint az alkoholizmus elleni küzdelemnek.
Cikkei jelentek meg a Marosvölgyi Munkás, Megyei Tükör, Előre, Erdélyi Munkás, Világ, Ellenőr, Jóestét című lapokban, a Zord Idő, A Jövő Társadalma és a Korunk támogatója és munkatársa. Molter Károly szerint „nem volt az európai haladásnak olyan mozgalma, melyből az oroszlánrészt ne ő vette volna ki magának, nem volt makacsabb hívője az ember lelki javulásának és pallérozhatóságának ennél az apostoli nevelőnél”.